# Bawi (Altes Ägypten)
Bawi war ein bedeutender Beamter im Alten Ägypten zur Zeit der 6. Dynastie. Er ist vor allem von seinem Grab in El Hawawisch, der Nekropole von Achmim (CA1*), bekannt.
Bawi trug diverse Titel, war aber vor allem Wesir und trug als solcher die Titel Vorsteher der Stadt (Jmj-r3-njwt = Imi-ra-niut), der zum Vorhang gehörige, Sab-Beamter / Priester (S3b = Sab)  und Wesir (Ṯ3tj = Tjati). Im Grab des Bawi ist ein Sohn mit demselben Namen belegt.
Bei seinem Grab handelt es sich um eine in den Fels gehauene Grabkapelle, auf deren Südseite sich eine Grabkammer befindet. Die Wände der Kapelle waren einst verputzt und anschließend bemalt worden, doch lediglich auf der Südwand sind noch umfangreiche Reste der Malereien erhalten. Dort sieht man am linken Rand die Reste einer Figur des Bawi; zusätzlich sind seine Titel und Namen als Beischriften angegeben. Am rechten Rand sind noch weitere umfangreiche Titel erhalten, womit auch die Wesirstitel belegt sind.